# Studierendendorf Efferen

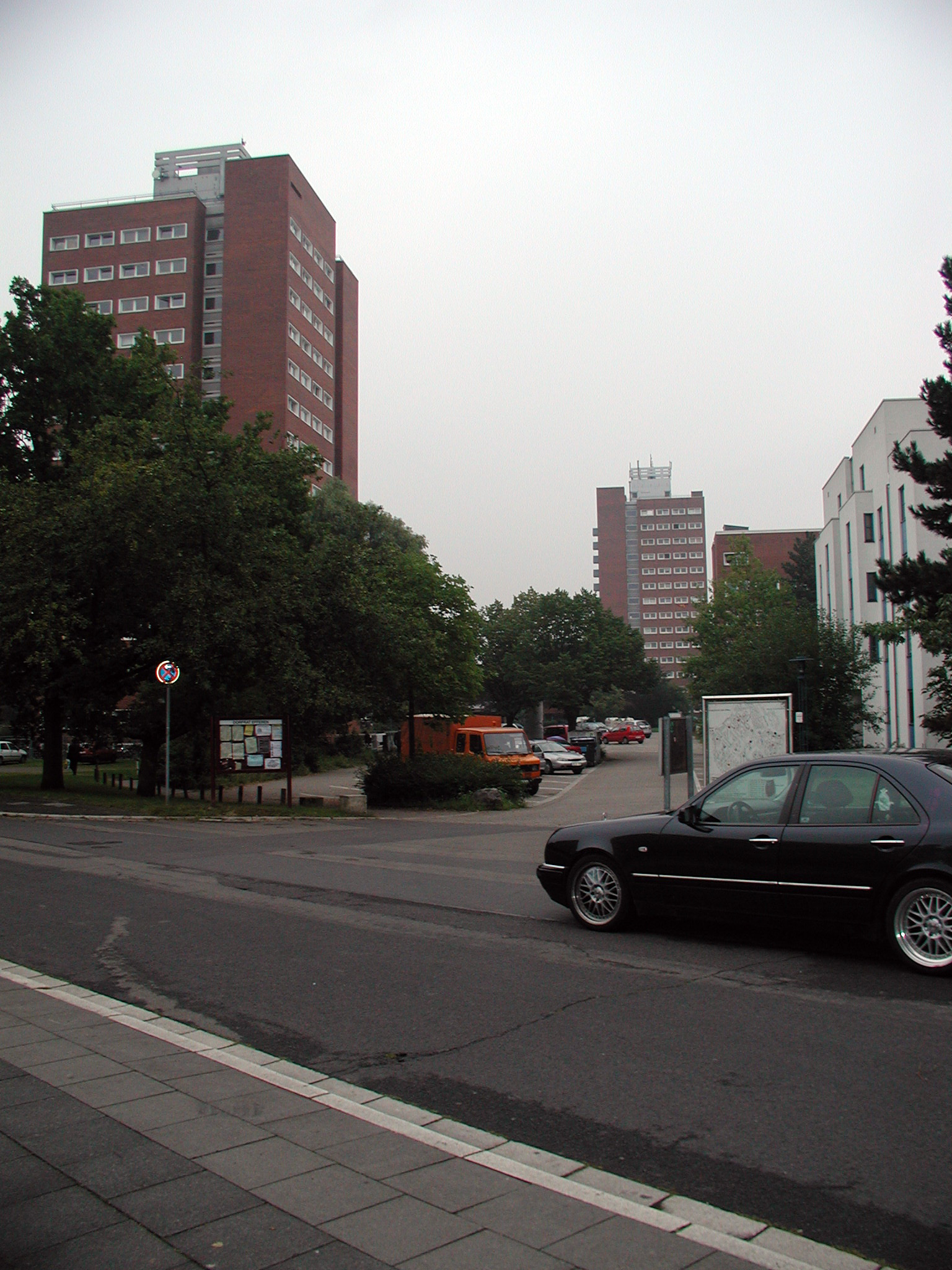
Schürmann Hochhäuser

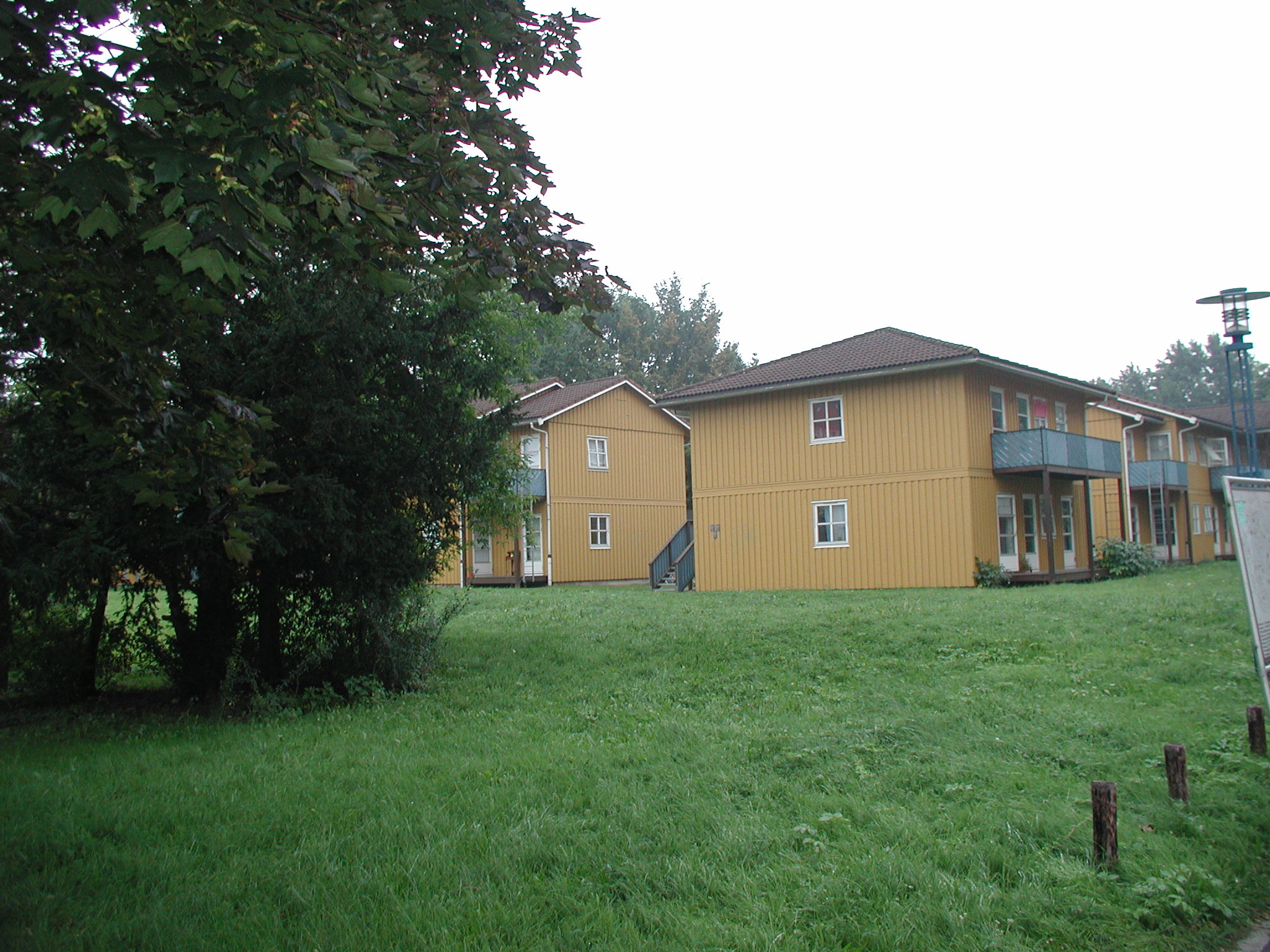
Studentendorf Efferen

Das Studierendendorf Efferen (früher: Studentendorf Efferen) ist eine Wohnanlage mit rund 1100 Plätzen, vorzugsweise für Studierende der Kölner Universität, im Hürther Stadtteil Efferen. 

## Entstehung
Die ursprüngliche Finanzierung des Wohndorfs wurde durch eine Initial-Spende von einer Million DM von Ulrich Haberland ermöglicht, die der Vorstand der Bayer AG und Ehrendoktor der Universität zu Köln 1960 kurz vor seinem Tod an die Universität und das Studierendenwerk tätigte.
Die Planung wurde kurz danach begonnen. Als Gelände wurde im Hürther Stadtteil Efferen kurz hinter der Kölner Stadtgrenze an der Luxemburger Straße das Gelände einer ehemaligen Ziegelei ausgewählt. Der Architekt Joachim Schürmann wurde mit der Planung und Umsetzung beauftragt; die landschaftliche Einbettung der Gebäude plante der Kölner Garten- und Landschaftsarchitekt Gottfried Kühn.  
Die Bauten wurden zwischen 1963 und 1966 verwirklicht und mehrfach erweitert. Eine Sanierung fand im Jahr 1996 statt. Das Areal besteht aus mehreren zwei- bis fünfgeschossigen Häusern und zwei Hochhäusern mit 13 Etagen, die die beiden höchsten Gebäude Hürths sind. Um diese roten Punkthochhäuser wurden später Holzhäuser im skandinavischen Stil erbaut. Die ersten vier Gebäude wurden zu Ehren Haberlands Ulrich-Haberland-Häuser genannt. Die Anlage verfügt insgesamt über 1100 Zimmer und stellt damit 20 Prozent aller Plätze des Kölner Studierendenwerks. 
Neben den Wohnungen und Zimmern stehen den Bewohnern Gemeinschaftsräume zur Verfügung wie Teestube, Bibliothek, Fotolabor, Fahrradwerkstatt, Tischtennisräume, Klavier- und Flügelraum und eine ehemalige Kapelle, die jetzt als Veranstaltungsraum dient. Ein Sportplatz und ein Partyraum runden das Angebot ab. Die Verwaltung erfolgt über das ehrenamtliche „Efferino-Team“, dessen Mitglieder selbst in der Anlage wohnen.
Um das Angebot an studentischem Wohnplätzen weiter auszubauen, sollen die so genannten „grauen Norwegerhäuser“ mit 70 Plätzen  bis 2021 abgerissen werden und – so die Planung – ab 2024 Neubauten mit 220 Plätzen entstehen.

## Verkehrsanbindung und Umgebung
Die Anbindung des Studierendendorfes an die Kölner Universität erfolgt durch die Stadtbahnlinie 18, die am Kölner Unicenter, Universitätsstraße, und damit an den chemischen und physikalischen Instituten hält. 
Östlich unmittelbar neben der Wohnanlage befindet sich die ehemalige Kiesgrube Efferen, die im Sommer – wenn auch nicht legal – als Bademöglichkeit genutzt wird.